# Предельно короткие лазерные импульсы
В оптике, предельно короткими лазерными импульсами называются импульсы, содержащие малое число (1-3) периодов электромагнитного поля. Такие импульсы имеют широкий оптический спектр и генерируются с помощью лазеров сверхкоротких импульсов, основанных на синхронизации мод.
Для предельно коротких импульсов характерно высокое значение пиковой интенсивности, что обычно приводит к нелинейным процессам в различных средах, включая обычный воздух. Эти процессы изучаются в разделе физики нелинейная оптика.

## Применения предельно коротких импульсов
- Генерация когерентного вакуумного ультрафиолетового и мягкого рентгеновского излучения.
- Генерация сверхкоротких аттосекундных импульсов.
- Исследование быстротекущих процессов, фемтохимия.
- Ускорение электронов нелинейными плазменными волнами до энергий порядка 1 ГэВ.
- Генерация и детектирование когерентного терагерцового излучения [1]